# فرقة لوفتفافه الميدانية الثامنة عشر
فرقة لوفتفافه الميدانية الثامنة عشر (بالألمانية: 18. Luftwaffen-Feld-Division)‏ Luftwaffen-Feld-Division) كانت فرقة مشاة من للوفتفافه التابعة للفيرماخت التي قاتلت في الحرب العالمية الثانية. تم تأسيسها في 1 ديسمبر 1942 من فائض أفراد لوفتفافه وتم نشرها في فرنسا من فبراير 1943 إلى سبتمبر 1943. في 20 سبتمبر 1943، تم نقل الفرقة إلى الجيش وإعادة تسمية الفرقة الميدانية 18 (L).